# Francisco Azevedo
Francisco José Alonso Vellozo Azevedo, mais conhecido como Francisco Azevedo (Rio de Janeiro, 23 de fevereiro de 1951), é um romancista, dramaturgo, roteirista, poeta e ex-diplomata brasileiro, autor do best-seller O arroz de Palma. Lançado em 2008 pela Editora Record, o romance atingiu, em 2015, a marca de 50 mil exemplares vendidos e já foi traduzido em treze idiomas.
Mesmo sendo um nome conhecido no meio cultural desde os anos 1990, o autor surpreendeu sua editora, que não imaginava o sucesso que a obra iria alcançar, sem qualquer marketing.  O texto "Família é prato difícil de preparar", extraído do primeiro capítulo do livro, começou a circular de forma espontânea pelas redes sociais, transformando o livro em um fenômeno do boca-a-boca a ponto de chamar a atenção da Rede Globo. A trama está sendo adaptada por Edmara Barbosa e Bruno Luperi para a faixa de novelas das 18h, com estreia prevista para 2023. 

## Biografia
Francisco Azevedo nasceu em 23 de fevereiro de 1951, no Rio de Janeiro. Ele é o terceiro dos cinco filhos de Orlando da Silva Azevedo e Maria do Carmo Vellozo Azevedo. Por conta de um acerto familiar, foi criado por sua avó materna, Maria da Soledade Alonso, de fundamental importância na sua educação e formação. 
Em 1973, formou-se em Direito pela Faculdade de Direito Cândido Mendes do Rio de Janeiro. No mesmo ano, foi aprovado no concurso para o Instituto Rio Branco, uma das melhores academias diplomáticas do mundo. Em novembro de 1974, mudou-se para Brasília e começou a trabalhar no Ministério das Relações Exteriores como diplomata. Serviu no Consulado-Geral do Brasil em Nova York e na Missão do Brasil junto à OEA, em Washington, onde exerceu funções nas áreas de política bilateral e multilateral. Como correio diplomático, esteve em países da América Latina, Europa e África.     
No início dos anos 1980, quando decidiu deixar a carreira diplomática, começou a escrever roteiros para documentários, vídeos institucionais, comerciais de televisão e multimídias.    

### Poesia
Em 1978, pela editora Escopo, Francisco Azevedo publicou seu livro de estreia, Contra os moinhos de vento, coletânea de poesias e prosas poéticas escritas entre 1975 e 1978, apresentada por prefácio, de Antônio Houaiss. 
Em 1984, pela editora Paz & Terra, Francisco Azevedo lançou seu segundo livro, A Casa dos Arcos. Ainda que o título faça referência ao Palácio do Itamaraty, os poemas e prosas poéticas do livro percorrem uma casa imaginária que não tem vinculação direta com a conhecida sede do Ministério das Relações Exteriores. Segundo crítica publicada na época pela revista Veja, os materiais de trabalho do escritor são a gíria, a política, o humor e a associação inesperada de imagens e palavras. 
Embora nunca tenha abandonado a prosa poética, o retorno ao gênero, de forma mais sistemática, deu-se com o livro Eu sou eles (fragmentos), de 2018, onde oferece ao leitor recortes de sua obra na Literatura, Teatro e Cinema, entremeados com poemas e textos inéditos. O livro foi dedicado a Edvane do Carmo Cabral, companheira do autor desde 1981.    

### Teatro
Em 1994, “Casa de Anaïs Nin”, peça inspirada na vida e obra da escritora francesa Anaïs Nin, marcou sua estreia como dramaturgo. O espetáculo ficou nove meses em cartaz nos teatros João Caetano e Cândido Mendes, ambos no Rio de Janeiro. Em 1998, o espetáculo foi remontado no Teatro Hilton, em São Paulo, com Lucélia Santos no papel principal. 
Em 1997, “Coração na Boca”, comédia dramática que fala do amor surgido na adolescência entre um casal de japoneses e um brasileiro, estreou no Teatro Nelson Rodrigues, no Rio de Janeiro, e depois seguiu temporada no Teatro Hilton, em São Paulo. Traduzida para o inglês com o título "Three of Hearts", foi apresentada em 10 de novembro de 2000 na Yale University, tradicional universidade norte-americana, por atores da Yale School of Drama. Francisco Azevedo assistiu a encenação e participou, como conferencista convidado, do evento “Staging Brazilian and Portuguese Theater”, que discutiu a peça e o teatro produzido no Brasil. 
Em 2002, assinou texto e direção de “Unha e Carne”, uma comédia romântica que aborda os sentimentos e contradições de duas amigas que estão brigadas e não se falam há um bom tempo. Interpretada pelas atrizes Lilia Cabral e Denise Del Vecchio, a peça estreou em agosto no Teatro dos Quatro, no Rio de Janeiro, seguindo para o Nordeste, Porto Alegre, São Paulo (interior do estado) e Brasília. Nesta última cidade, Marcia Cabrita substituiu Lília Cabral. 

### Audiovisual
Em 1994, escreveu o roteiro do curta-metragem Ressurreição Brasil, com Esther Góes, e direção de Marcelo Taranto. O filme venceu o Margarida de Prata, prêmio cinematográfico oferecido pela CNBB, na categoria curta-metragem.  
Em 1995, escreveu o roteiro do média-metragem O Espiritismo: de Kardec aos dias de hoje, com Ednei Giovenazzi e narração de Aracy Balabanian. Filmado no Palácio do Itamaraty, o vídeo foi traduzido para sete idiomas (francês, espanhol, inglês, alemão, sueco, italiano e esperanto).
Em 2009, escreveu o roteiro do longa-metragem Ponto Final, com Othon Bastos, Roberto Bomtempo e Hermila Guedes, também com direção de Marcelo Taranto.  

### Romances

#### O arroz de Palma
Selecionado como um dos dez finalistas do Prêmio São Paulo de Literatura 2009, e considerado o primeiro romance em literatura brasileira a abordar a chegada de imigrantes portugueses ao Brasil, O  arroz de Palma narra a saga de uma família humilde que veio para o país no início do século XX e que, aqui, aprofunda raízes, cresce e dá frutos.  
A história começa em 2008 com Antônio, o narrador da história, preparando o almoço que será servido à família, finalmente reunida após muito tempo. Enquanto combina os ingredientes, vão se misturando em sua mente as histórias que tia Palma, irmã de seu pai, lhe contava. O ponto de partida das suas lembranças é o casamento de seus pais, José Custódio e Maria Romana, em 1908, em Viana do Castelo, norte de Portugal, quando os noivos deixam a cerimônia sob “torrencial” chuva de arroz. Enquanto o cortejo segue festivo, Palma resolve colher, grão por grão, o arroz que se espalhou pelo chão quando o irmão e a cunhada se casaram. Em casa, ao pesar a colheita, se alegra com os 12 quilos de arroz reunidos na balança. Está ali o presente de casamento que dará ao casal. Vem daí, portanto, o nome do livro.  
José Custódio, pai de Antônio, sente-se ofendido com o presente. Já Maria Romana chora, comovida, e traz esse arroz para o Brasil na bagagem. Assim, por quatro gerações o incompreendido presente torna-se fundamental na construção desta família, em seus dramas, conflitos e alegrias, sempre como um símbolo do amor que une as pessoas e da fertilidade, já que o arroz não estraga se for bem guardado ou bem distribuído entre todos. As palavras escritas por Palma no cartão que entregou aos noivos após a cerimônia (“Este arroz - plantado na terra, caído do céu como o maná do deserto e colhido da pedra – é símbolo de fertilidade e eterno amor. Esta é a minha bênção”) são confirmadas com o desdobramento da história. O arroz se mostra abençoado, milagroso e sagrado. 

#### TETRALOGIA
Os três romances seguintes lançados pelo autor compõem, juntamente com O arroz de Palma, uma tetralogia de narrativas centradas na família. 

#### Doce Gabito
Em 6 de março de 2012, aniversário de Gabriel García Márquez, foi publicado pela Editora Record o segundo romance da tetralogia. Doce Gabito conta a história de Gabriela Garcia Marques, uma menina que vai morar com o avô no Rio de Janeiro após a morte dos pais na guerrilha do Araguaia. Numa noite de tempestade, um senhor de fartos bigodes surge em seu sonho e a convence a sair do barraco, que logo desaba tirando a vida do avô. Aparecendo sem avisar e com valiosos conselhos, o misterioso senhor bigodudo torna-se seu mentor. Ao descobrir que seu nome é igual ao do consagrado escritor colombiano e se deparar com uma foto dele, Gabriela reconhece o amigo cujo apelido, para os íntimos, é Gabito. A partir daí, o amigo imaginário estará sempre ao lado dela, ajudando-a a enfrentar as reviravoltas do destino.
O poeta Ferreira Gullar também é fundamental na costura da obra, pois foi a partir do poema O duplo, publicado por Gullar no livro "Em alguma parte alguma", que Francisco Azevedo encontrou os meios para trazer a figura de García Márquez para o romance, transformando-o numa espécie de alter ego da personagem Gabriela.

#### Os novos moradores
Publicado em junho de 2017, seu terceiro romance, Os novos moradores foi semifinalista do Prêmio Oceanos, um dos mais renomados prêmios literários da língua portuguesa. Espécie de romance de geração, a obra tematiza a convivência e a compreensão do diverso por meio da escolha radical pelo diálogo e pela reflexão. Ao tratar dos dramas de duas famílias típicas da classe média carioca, Francisco Azevedo aprofunda a investigação, iniciada em O arroz de Palma, sobre aspectos intrínsecos e universais dos grupos familiares. Ao autor,  interessa abordar a luta travada nesses grupos. Isso inclui conflitos, rivalidades, e até mesmo questões espinhosas, como o incesto entre irmãos, um dos temas centrais da obra, que se passa nas casas geminadas da Rua dos Oitis, no bairro da Gávea, Rio de Janeiro. Numa casa vive uma família harmônica, na outra pessoas que quase não se falam. Ao longo de três décadas, essas vidas vão se entrelaçar e é nesse emaranhado de relações que o autor constrói a trama.

#### A roupa do corpo
Lançado em novembro de 2020 pela editora Record, A roupa do corpo completa a tetralogia. A obra nasceu do desejo do autor de reencontrar os personagens dos romances anteriores, mas com a perspectiva de novos protagonistas. Assim, o narrador-personagem Fiapo assume o papel de condutor da história, que começa no ano de 1957 e se encerra em 2020, já sob o impacto da pandemia do novo coronavírus. Como nos romances anteriores, dilemas de fragmentação e recomposição familiar permeiam a trama.    

## Obras

### Romances
- O arroz de Palma, Rio de Janeiro: Editora Record, 2008
- Doce Gabito, Rio de Janeiro: Editora Record, 2012
- Os novos moradores, Rio de Janeiro: Editora Record, 2017
- A roupa do corpo, Rio de Janeiro: Editora Record, 2020
- O fio condutor, São Paulo: Editora Leya, 2023

### Poesia
- Contra os moinhos de vento, Editora Escopo, 1978
- A Casa dos Arcos, Editora Paz & Terra, 1984
- Eu sou eles – fragmentos, Editora Record, 2018

### Teatro
- Casa de Anaïs Nin, 1994
- Coração na Boca, 1997
- Unha e Carne, 2002